# Hermann Adler (Generalmajor)
Hermann Adler (* 20. November 1890 in Berlin; † 26. Januar 1967 in Junkersdorf) war ein deutscher Offizier, zuletzt mit dem Rang Generalmajor, sowie Militärschriftsteller. Der Großteil seiner überwiegend während des Zweiten Weltkriegs entstandenen Werke wurde 1946 auf die Liste der auszusondernden Literatur in der sowjetischen Besatzungszone gesetzt. 

## Leben
Adler trat am 1. Oktober 1910 als Einjährig-Freiwilliger in das 4. Magdeburgische Infanterie-Regiment Nr. 67 ein. Mit Ausbruch des Ersten Weltkriegs wurde er reaktiviert und als Vizefeldwebel der Reserve dem 6. Thüringischen Infanterie-Regiment Nr. 95 zugeteilt, mit dem er an die Front gelangte. Am 30. Januar 1915 erhielt er seine Beförderung zum Leutnant der Reserve und als solcher ließ er sich am 1. Oktober 1915 zur Fliegertruppe versetzen. Dieser gehörte er über das Kriegsende hinaus bis zu seinem Ausscheiden aus dem Militärdienst am 15. Februar 1919 an.
Adler trat zum 1. Dezember 1931 in die NSDAP ein (Mitgliedsnummer 859.538) und war 1939 als Major im Reichsluftfahrtministerium tätig. 1941 hatte er den Dienstgrad eines Oberstleutnants und war mehrere Jahre Mitherausgeber des Deutschen Luftfahrtkalenders. Im selben Jahr übernahm er die fachliche Beratung bei dem Drehbuch zu dem Dokumentarfilm Himmelstürmer von Walter Jerven.
1944 übernahm Adler das Kommando über das Flieger-Regiment 93 und kurze Zeit später das nach ihm benannte Fallschirmjäger-Regiment „Adler“. Am 1. April 1945 wurde er zum Generalmajor befördert. Von Juni bis Juli 1945 war er in Ostfriesland interniert und anschließend bis Dezember 1946 in britischer Kriegsgefangenschaft.

## Werke (Auswahl)
- Fliegertruppe-Bodendienst, Leipzig: Detke 1938
- Unsere Luftwaffe in Polen, Berlin: Limpert 1939
- Der Reserveoffizier der Luftwaffe, Berlin: Mittler 1939
- Entwicklung des Flugwesens, Leipzig: Pestalozzi-Fröbel-Verl. 1940
- Bomben auf Polen, Reutlingen: Enßlin & Laiblin 1940
- Wir greifen England an! Berlin: Limpert 1940
- Kriegsflugzeuge, Leipzig: Pestalozzi-Fröbel-Verl. 1940
- Entwicklung und Einsatz der Luftwaffe, Münster: Coppenrath 1941
- Die Laufbahnen in der Luftwaffe, Berlin: Mittler 1942
- Freiwillige vor! Leipzig: Detke 1943
- mit Richard Schulz: Luftwaffen-Fibel des deutschen Jungen, München: Lehmann 1943
- Wie werde ich Offizier der Luftwaffe? Berlin: Mittler 1943